# Edward Cooke
Edward Cooke – australijski pływak i olimpijczyk. Brał udział w konkurencjach pływackich: 100 m stylem dowolnym oraz 200 m stylem klasycznym podczas Igrzysk Olimpijskich 1908. Należał do klubu North Sydney Swimming Club.